# Sebastián Báez
Sebastián Báez (Buenos Aires, 28 december 2000) is een Argentijns tennisser.

## Carrière
Báez werd prof in 2018 en dat jaar bereikte hij de junioren finale op Roland Garros waarin hij verloor van Tseng Chun-hsin met 6-7, 2-6. Hij nam dat jaar ook deel aan de Olympische Jeugdspelen waar hij in het enkelspel de kwartfinale haalde en in het dubbelspel samen met Facundo Díaz Acosta goud won. In het gemengde dubbelspel haalde hij de tweede ronde. Hij klom razend snel doorheen de ranking, in 2019 en begin 2020 won hij vijf futures-toernooien. 
In 2021 kwam hij dan weer uit in de ATP-Challenger Tour waar hij in dat jaar zes overwinningen behaalde. Aan het einde van het seizoen werd hij geselecteerd voor de Next Generation ATP Finals. In 2022 zette hij nogmaals de stap hogerop met drie finales in de ATP Tour. Hij wist op de ATP Estoril de Amerikaan Frances Tiafoe te verslaan met 6-3, 6-2 en zo zijn eerste ATP-toernooi te winnen. Op de Grand Slams haalde hij driemaal de tweede ronde enkel op de US Open werd de eerste ronde het eindpunt.

## Palmares
| Legenda               |
| --------------------- |
| Grand Slam            |
| Olympische Spelen     |
| ATP Finals            |
| ATP Tour Masters 1000 |
| ATP Tour 500          |
| ATP Tour 250          |

### Enkelspel
| Nr.                             | Datum            | Toernooi          | Ondergrond | Tegenstander in finale    | Score         | Details |
| ------------------------------- | ---------------- | ----------------- | ---------- | ------------------------- | ------------- | ------- |
| gewonnen finales herenenkelspel |                  |                   |            |                           |               |         |
| 1.                              | 1 mei 2022       | ATP Estoril       | Gravel     | Frances Tiafoe            | 6-3, 6-2      | details |
| 2.                              | 12 februari 2023 | ATP Córdoba       | Gravel     | Federico Coria            | 6-1, 3-6, 6-3 | details |
| 3.                              | 5 augustus 2023  | ATP Kitzbühel     | Gravel     | Dominic Thiem             | 6-3, 6-1      | details |
| 4.                              | 27 augustus 2023 | ATP Winston-Salem | Hardcourt  | Jiří Lehečka              | 6-4, 6-3      | details |
| verloren finales herenenkelspel |                  |                   |            |                           |               |         |
| 1.                              | 27 februari 2022 | ATP Santiago      | Gravel     | Pedro Martínez            | 6-4, 4-6, 4-6 | details |
| 2.                              | 17 juli 2022     | ATP Båstad        | Gravel     | Francisco Cerúndolo       | 6-7, 2-6      | details |
| gewonnen challengers            |                  |                   |            |                           |               |         |
| 1.                              | 21 februari 2021 | Concepción        | Gravel     | Francisco Cerúndolo       | 6-3, 6-7, 7-6 |         |
| 2.                              | 21 maart 2021    | Santiago          | Gravel     | Tomás Barrios Vera        | 6-3, 7-6      |         |
| 3.                              | 16 mei 2021      | Zagreb            | Gravel     | Juan Pablo Varillas       | 3-6, 6-3, 6-1 |         |
| 4.                              | 17 oktober 2021  | Santiago          | Gravel     | Felipe Meligeni Rodrigues | 3-6, 7-6, 6-1 |         |
| 5.                              | 24 oktober 2021  | Buenos Aires      | Gravel     | Thiago Monteiro           | 6-4, 6-0      |         |
| 6.                              | 21 november 2021 | Campinas          | Gravel     | Thiago Monteiro           | 6-1, 6-4      |         |

## Resultaten grote toernooien
| Legenda | Legenda                          |
| ------- | -------------------------------- |
| g.t.    | geen toernooi gehouden           |
| l.c.    | lagere categorie                 |
| –       | niet deelgenomen                 |
| G       | uitgeschakeld in de groepsfase   |
| 1R      | uitgeschakeld in de eerste ronde |
| 2R      | uitgeschakeld in de tweede ronde |
| 3R      | uitgeschakeld in de derde ronde  |
| 4R      | uitgeschakeld in de vierde ronde |
| KF      | uitgeschakeld in de kwartfinale  |
| HF      | uitgeschakeld in de halve finale |
| F       | de finale verloren               |
| W       | het toernooi gewonnen            |
| w-v     | winst/verlies-balans             |

### Enkelspel
| toernooi            | 2022 | 2023 |
| ------------------- | ---- | ---- |
| Grandslamtoernooien |      |      |
| Australian Open     | 2R   | 1R   |
| Roland Garros       | 2R   | 1R   |
| Wimbledon           | 2R   | 1R   |
| US Open             | 1R   | 3R   |
| Statistieken        |      |      |
| titels per jaar     | 1    | 3    |
| eindejaarsranking   | 41   |      |

### Dubbelspel
| toernooi            | 2022 | 2023 |
| ------------------- | ---- | ---- |
| Grandslamtoernooien |      |      |
| Australian Open     | –    | 1R   |
| Roland Garros       | 1R   | 1R   |
| Wimbledon           | 1R   | 1R   |
| US Open             | 1R   | 1R   |
| Statistieken        |      |      |
| titels per jaar     | 0    | 0    |
| eindejaarsranking   | –    |      |